# Penologia
A penologia ou penalogia (de "penal", do latim poena, "punição" e o sufixo grego -logia, "estudo de") é um subcomponente da criminologia que lida com a filosofia e a prática de várias sociedades em suas tentativas de reprimir atividades criminosas, e satisfazer a opinião pública através de um regime de tratamento adequado para pessoas condenadas por crimes.
O Oxford English Dictionary define a penologia como "o estudo da punição do crime e da administração penitenciária" e, nesse sentido, equivale a correções.
A penologia preocupa-se com a eficácia dos processos sociais concebidos e adotados para a prevenção do crime, por meio da repressão ou inibição da intenção criminosa por meio do medo da punição. O estudo da penologia, portanto, trata do tratamento de prisioneiros e da subsequente reabilitação de criminosos condenados. Também abrange aspectos da liberdade condicional (reabilitação de infratores na comunidade), bem como ciência penitenciária relacionada à detenção segura e reciclagem de infratores comprometidos com instituições seguras.
A penologia diz respeito a muitos tópicos e teorias, incluindo aqueles relativos a prisões (reforma das prisões, abuso de prisioneiros, direitos dos prisioneiros e reincidência), bem como teorias dos propósitos da punição (dissuasão, retribuição, incapacitação e reabilitação). A penologia contemporânea preocupa-se principalmente com a reabilitação criminal e gestão penitenciária. A palavra raramente se aplica a teorias e práticas de punição em ambientes menos formais, como pais, escola e medidas correcionais no local de trabalho.

## História

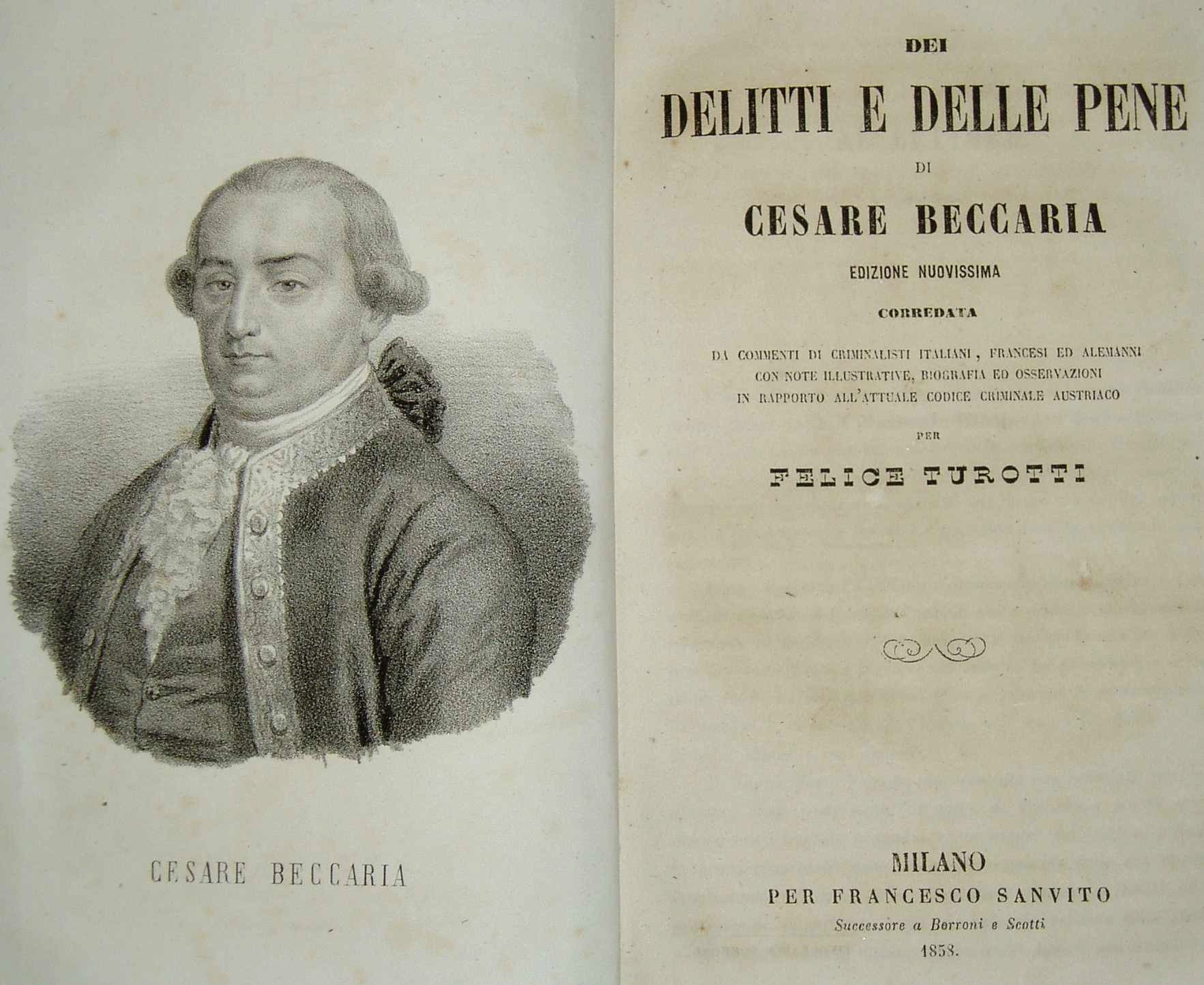
Cesare Beccaria, Dei delitti e delle pene

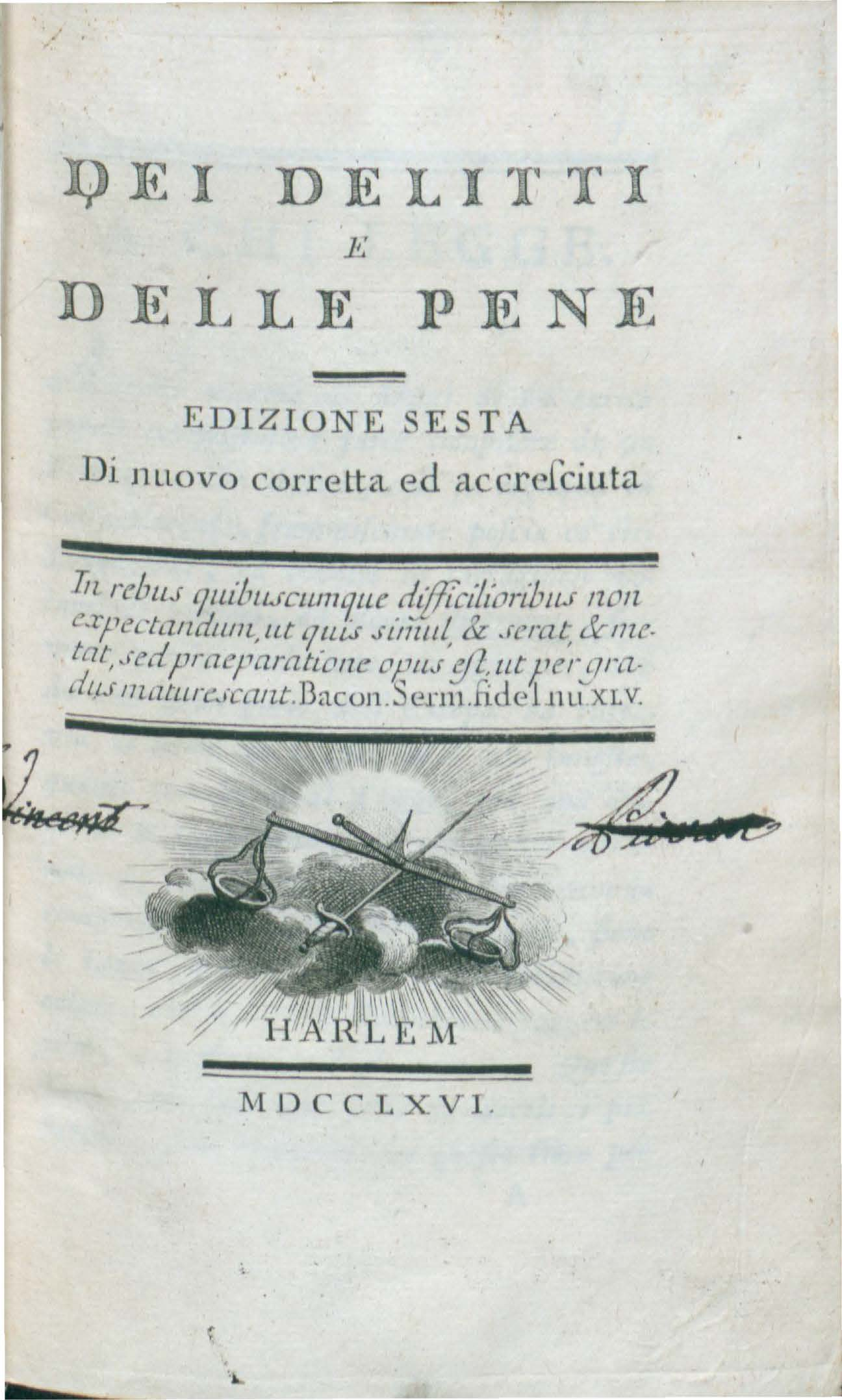
Dei delitti e delle pene (1766), primeira página, 6ª edição.

Teorias históricas foram baseadas na noção de que consequências medonhas desencorajariam potenciais infratores. Um exemplo desse princípio pode ser encontrado na lei draconiana da Grécia Antiga e no Bloody Code que persistiu na Inglaterra da Renascença, quando (em vários momentos) a pena capital foi prescrita para mais de 200 ofensas. Da mesma forma, certas ofensas hudud sob a tradição Xaria Hádice podem incorrer em penalidades temerosas.
As modernas teorias da punição e reabilitação dos ofensores são amplamente baseadas em princípios articulados no panfleto seminal "Sobre os Crimes e Castigos" publicado por Cesare, Marquês de Beccaria em 1764. Centram-se no conceito de proporcionalidade. A este respeito, eles diferem de muitos sistemas anteriores de punição, por exemplo, Bloody Code da Inglaterra, sob o qual a pena de roubo era a mesmo, independentemente do valor roubado, dando origem à expressão inglesa "É bom ser enforcado por uma ovelha ou um cordeiro". O desenvolvimento subsequente das ideias de Beccaria tornou o castigo não letal mais socialmente aceitável. Consequentemente, os presos condenados tinham que ser reintegrados à sociedade quando sua punição estava completa.
Os penologistas consequentemente desenvolveram programas de educação ocupacional e psicológica para os detentos presos, e uma série de ordens de serviço comunitário e de liberdade condicional que envolvem orientação e cuidados posteriores do agressor dentro da comunidade. A importância de infligir alguma medida de punição às pessoas que violam a lei é, no entanto, mantida a fim de manter a ordem social e moderar o ultraje público que pode provocar apelos por vingança cruel.
Nos tempos modernos, a Penologia passou de uma punição baseada no retributivo para uma forma de correção comunitária. "As correções da comunidade envolvem a gestão e supervisão de infratores na comunidade. Esses infratores estão cumprindo ordens impostas pelo tribunal, como alternativa à prisão ou como condição para sua libertação em liberdade condicional. Isso significa que eles devem se reportar regularmente às suas correções da comunidade e pode ter que participar de trabalhos comunitários não remunerados e programas de reabilitação."